# Borzas macskamenta
A borzas macskamenta (Nepeta ucranica subsp. parviflora) az ajakosvirágúak (Lamiales) rendjébe és az árvacsalánfélék (Lamiaceae) családjába tartozó ukrán macskamenta (Nepeta ucranica) egyik alfaja.

## Elterjedése
Magyarországon kontinentális flóraelem, s a pamacslabodához hasonlóan az úgynevezett turáni flóraterületen (aralo-kaspi flóraterület) gyakori. A Kaszpi-tengertől és az Alsó-Volga vidékétől nyugatra – a Krím-félszigeten is – egészen Kelet-Dobrudzsáig megtalálható a dél-orosz és ukrán sztyeppeken Oroszország, Ukrajna, Románia és Bulgária területén. Magyarországon éri el elterjedésének nyugati határát.

## Megjelenése
Lágy szárú, 20–40 cm magas évelő növény, mely teljes egészében sűrűn szőrös, bozontos, borzas, de különösen szára, illetve virágzatainak alapja. Bokrosodó növény: szára a tövénél elágazik. A levelek hónaljából két oldalág fejlődik. Lomblevelei bársonyosan szőrösek (fonákukon dúsabban), hosszúkás-háromszög alakúak, szélük csipkés-fűrészes. A levelek mérete a száron felfelé haladva csökken, a középsők 3–4 cm hosszúak és 1,5–2,5 cm szélesek. A virágzathoz tartozó fellevelek (murváskodó levelek) mintegy 8–15 mm hosszúak és 2–5 mm szélesek, s keskeny-lándzsás alakjukban is különböznek az alsó lomblevelektől.
Egylaki növény, virágai egyivarúak, élénk kék színűek, aprók (4–5 mm-esek), a hajtások csúcsán fejlődnek, s úgy tűnik, hogy örvökben állnak, valójában azonban rövid kocsányon ülnek, s bugavirágzatot alkotnak. Az ibolyáskék színű csészelevelek fogai keskenyek, hegyesek, túlnyúlnak a mélykék színű sziromleveleken. A virágok május első felében nyílnak.
Ehhez az alfajhoz a törzsalfaj nagyon hasonló megjelenésű, csak kevésbé szőrös, legfeljebb aprón pelyhes.

## Élőhelye
Magyarországon ritka – sokáig kipusztultnak hitték –, a Mezőföld löszpusztagyepeiben fordul elő Adony és Perkáta között, Aba és Belsőbáránd között, illetve Nagykarácsony környékén. Kevéssé ismert növény, feltehetően mészkedvelő. Egyes szakemberek kétségbe vonják magyarországi őshonosságát, mivel elterjedési területének többi részétől nagy távolságra, elszigetelt kis állományokban fordul elő.